# Germany Calling
Germany Calling war ein während des Zweiten Weltkrieges zu Propagandazwecken eingerichteter und in zirka 30 Sprachen auf Kurzwelle sendender Auslandsrundfunkdienst aus Deutschland. Produziert wurden die Programme zunächst in Berlin und ab 1943 in Stuttgart. Die Sendungen wurden meistens auf Wachsplatte aufgezeichnet und an die Kurzwellenstationen versendet. Ende 1940 wurden 500 Mitarbeiter im Fremdsprachenfunk beschäftigt und täglich 147 Stunden Programm produziert. Die Stationsansage lautete: Germany calling! Here are the Reichssender Hamburg, station Bremen. Tatsächlich wurde aber nicht aus Bremen, sondern vom geheimen Sender Osterloog aus gesendet.
Die Gründung dieses Dienstes wurde vom damaligen Propagandaminister Joseph Goebbels initiiert. Zielgruppe der Sendungen waren insbesondere Hörer in Großbritannien und den USA, aber auch in allen anderen Teilen der Welt. Die englischsprachigen Programme erlangten zwischenzeitlich eine gewisse Beliebtheit mit angeblich bis zu sechs Millionen Hörern allein in Großbritannien, die allerdings im Laufe des Krieges rasch abnahm.
Wesentliche Bestandteile des englischsprachigen Programms waren Nachrichten sowie zunächst Jazzmusik, was jedoch zunehmend bei hochrangigen Nationalsozialisten für Unmut sorgte. Besondere Bekanntheit erlangte dabei insbesondere Charlie and His Orchestra. Als Sprecher traten verschiedene Moderatoren in Erscheinung, die unter dem geringschätzigen Spitznamen „Lord Haw-Haw“ bekannt waren. Mitunter wurde Kriegsgefangenen die Möglichkeit gegeben, persönlich Grüße in die Heimat auszurichten. Da die Namen im Vorfeld angekündigt wurden, steigerte dies bei den englischsprachigen Hörern besonders die Aufmerksamkeit, da viele Familien auf Nachricht ihrer Verwandten warteten.